# Frederik Dichow
Frederik Dichow Nissen (* 1. März 2001 in Vojens) ist ein dänischer Eishockeytorwart, der seit Dezember 2023 bei HV71 in der Svenska Hockeyligan unter Vertrag steht.

## Karriere
Frederik Dichow begann seine Karriere als Eishockeyspieler in seiner dänischen Heimat in der Nachwuchsabteilung des Vojens IK, mit dem er 2017 dänischer U20-Vizmeister wurde. Nach einem Jahr in Esbjerg, kehrte er nach Vojens zurück. 2019 wurde er sowohl beim NHL Entry Draft (von den Canadiens de Montréal in der fünften Runde als insgesamt 138. Spieler) als auch beim CHL Import Draft (von den Sudbury Wolves in der ersten Runde an Gesamtposition 41) ausgewählt. Er wechselte jedoch nicht nach Kanada, sondern spielte die nächste Saison für die U20-Junioren des schwedischen Erstligisten Malmö Redhawks in der J20 SuperElit. Nachdem er 2020/21 für die dänischen Erstligisten Rungsted Ishockey und Odense Bulldogs zwischen den Pfosten gestanden hatte, zog es ihn wieder nach Schweden. Nach einem Jahr beim Kristianstads IK in der zweitklassigen HockeyAllsvenskan, in der die beste Fangquote der Liga erreicht hatte, wechselte er in die Svenska Hockeyligan, wo er zunächst beim Frölunda HC spielte, bevor er im Dezember 2023 zum Ligarivalen HV71 wechselte.

### International
Für Dänemark nahm Dichow im Juniorenbereich an der U18-Weltmeisterschaft der Division I 2019, als er mit der zweitbesten Fanquote nach dem Kasachen Roman Kalmykow zum besten Torhüter des Turniers und besten Spieler seiner Mannschaft gewählt wurde, sowie der U20-Weltmeisterschaften der Division I 2020 teil.
Im Seniorenbereich stand er erstmals bei der Weltmeisterschaft 2021 im Aufgebot seines Landes, wurde jedoch nicht eingesetzt. 2022 kam er gegen die Schweiz zu seinem ersten WM-Einsatz, wurde aber nach zwei Dritteln beim Stand von 0:5 ausgewechselt. Bei der Weltmeisterschaft 2023 absolvierte er fünf Spiele. Zudem vertrat er seine Farben bei den Olympischen Winterspielen in Peking 2022.

## Erfolge und Auszeichnungen
- 2019 Bester Torhüter bei der U18-Weltmeisterschaft der Division I, Gruppe A
- 2022 Beste Fangquote der HockeyAllsvenskan